# Ammotrypane aulogastrella
Ammotrypane aulogastrella är en ringmaskart som beskrevs av Hartman och Fauchald 1971. Ammotrypane aulogastrella ingår i släktet Ammotrypane och familjen Opheliidae. Inga underarter finns listade i Catalogue of Life.